# 嗚呼神風特別攻撃隊
嗚呼神風特別攻撃隊（ああかみかぜとくべつこうげきたい）は、神風特別攻撃隊を歌った軍歌。

## 概要
神風特別攻撃隊による大戦果報道を受け、野村俊夫作詞、古関裕而作曲により作成され1944年11月にラジオ報道歌謡として全国に流された。
2000年6月7日にキングレコードよりリリースされたCDアルバム『20世紀の音楽遺産～軍歌(5)IMMORTAL WAR-TIME SONGS』の18曲目に収録されているほか、同じくキングレコードリリースの『軍歌〜昭和編〜』にも春日八郎およびボニージャックスの戦後再録版が収録されている。